# Paterák
Paterák, podle vojenské mapy Peterák, je hora (vrchol 814 m n. m.) v Brdské vrchovině, v samém srdci tzv. Středních Brd. Při zrušení vojenského újezdu Brdy byl převeden k obci Věšín a pod Chráněnou krajinnou oblast Brdy.
Kopec se nachází uprostřed bočního hřebene, který vybíhá na severozápad z druhé nejvyšší hory Brd, Prahy (862 m), klesá do sedla Roviny (778 m) a zvedá se právě k Pateráku, kde se rozděluje do dvou větví. Kratší severovýchodní s Březovým vrchem (785 m) a delší severní s horou Kočka (790 m). Tyto hřebeny mezi sebou svírají úzké a hluboké lesnaté údolí Voložného potoka, které o 200 m níže ústí do Třítrubeckého údolí, kterým protéká stejnojmenný potok (v horní části svého toku také nazývaný Černý potok).
Hned pod vrcholem se v severním svahu otevírají působivé výhledy k SZ, S a částečně i SV do Třítrubeckého údolí a na masívy Lipovska (651 m), Vrchů (717 m), Hlavy (788 m), Jordánu (826 m) a Koruny (837 m), které údolí obklopují od severu.
Mnohem volněji klesají JZ a západní svahy k Padrťským pláním, na něž na jihu navazuje kotlina Padrťských rybníků. Výhledům na Padrť z vrcholu však brání již zmíněný hřeben, vedoucí na vrch Kočka.

## Nejbližší okolí

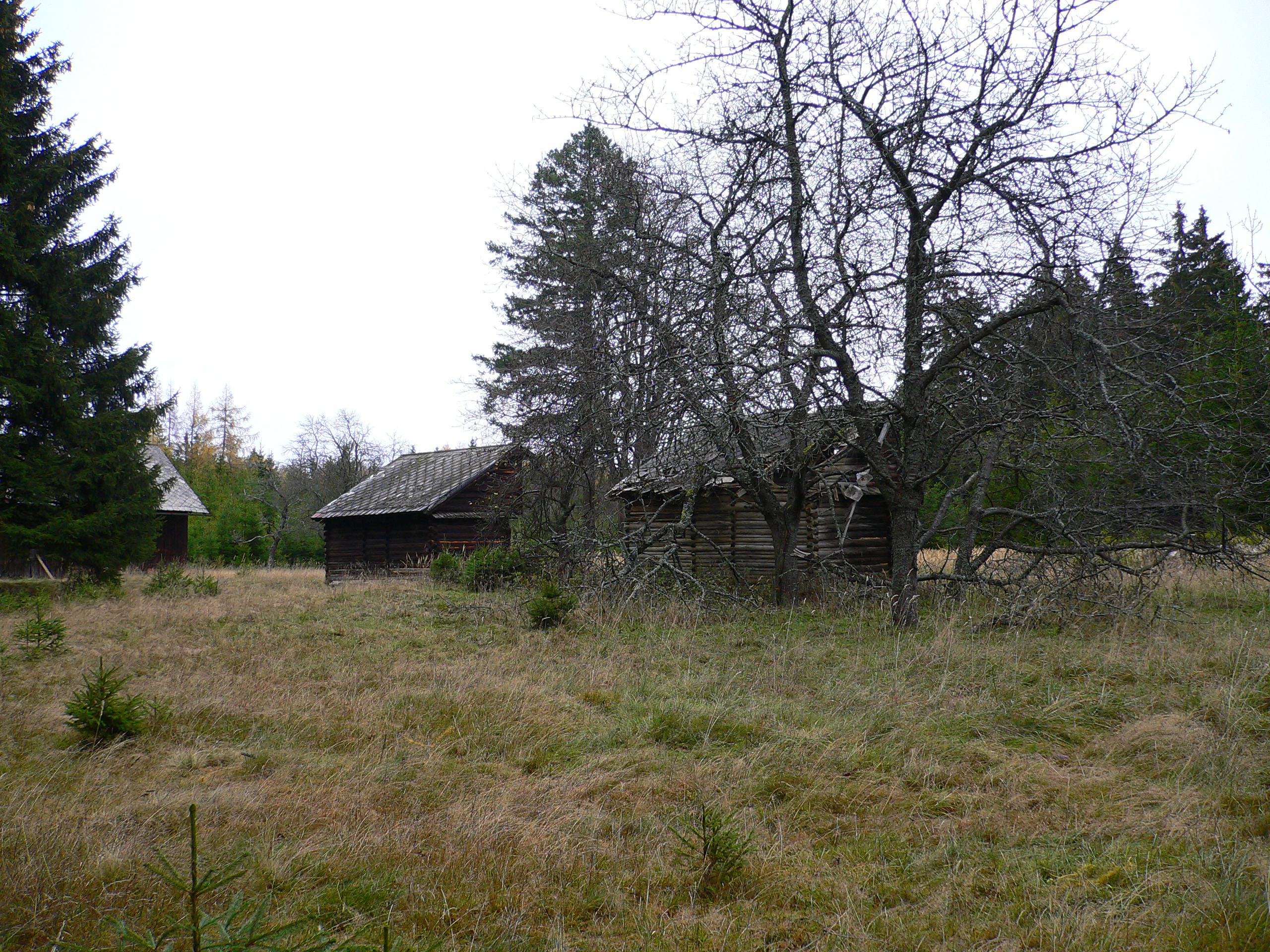
Seníky na Rovinách

Sedlo Roviny (778 m) (také Na Rovinách), je místo cca 250 m jižně od Pateráku, do něhož stoupá od bývalé obce Zadní Záběhlá na Padrťských pláních lesní silnička, která odtud poměrně prudce klesá řadou zatáček do hlubokého Třítrubeckého údolí. Ze sedla na JV pak stoupá odbočka, která by nás dovedla k 60 metrů vysoké věži meteoradaru na hoře Praha (862 m). Cca 300 m severně od sedla se v lese nacházejí partyzánské pomníčky ze 2. světové války. V sedle stávala roubená hájovna, jejíž osud byl oproti řadě jiných podobných staveb v Brdech přece jen lepší. Hájovna fungovala až do roku 1971. Pak byla zrušena, rozebrána a přemístěna do obce Nepomuk (u Rožmitálu p. Třemšínem), kde dodnes slouží lesní správě. Na loučce v sedle dodnes zůstalo několik zplanělých ovocných stromů, zarostlé základy hájovny (evidentně občas „obývané“) a lesáky využívaná jakási stodola a zajímavě řešené roubené seníky. Na křižovatce najdeme (kromě oné stodoly) také Boží muka a v mlází JV od seníků zaniklou studnu a zbytky ženijního úkrytu. O pár desítek metrů dál, po levé straně silničky k vrchu Praha, bychom objevili další studnu.

## Zajímavost

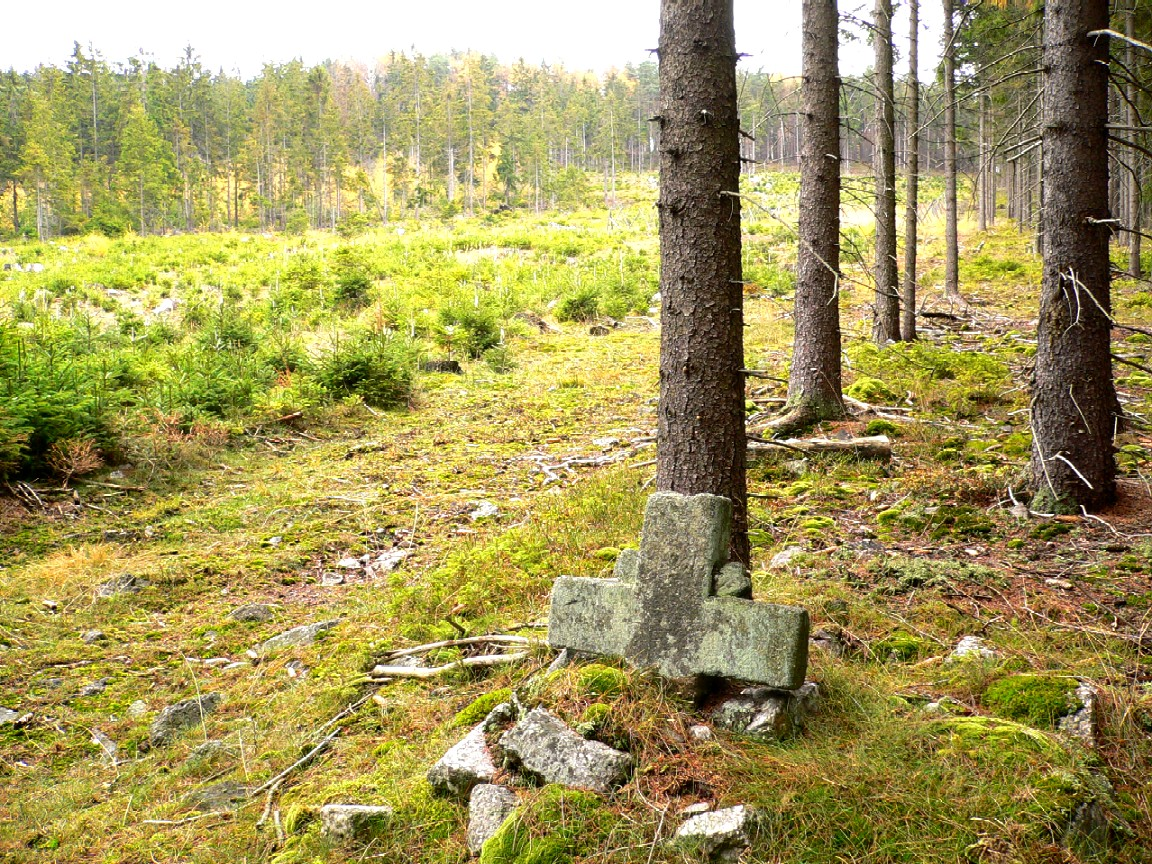
Gregorův křížek

- V severozápadním svahu Pateráku, na okraji lesního průseku, cca 300 m pod vrcholem, bychom nalezli tzv. Gregorův křížek. Jde o kříž řeckého typu, na který kameník na břevno vytesal dvě srdce. Kříž zde byl zasazen na památku lesníka Václava Gregora ze Záběhlé, kterého v září 1870 zastřelili v těchto místech pytláci.